# Мульо
Molló (Catalan pronunciation: [muˈʎo], каталонська «віха») — місто та муніципалітет у комарці Рипульєс в Жироні, Каталонія, Іспанія, розташоване в Піренеях, біля французького кордону. Молло межує на півночі з Пратс-де-Молло (у Валлеспірі, Франція, з'єднаний перевалом Коль д'Арес у Піренеях), на сході та півдні з Кампродоном, а на заході з Льянарсом і Сеткасесом.